# رزنامة (مسرحية)
مسرحية رزنامة من تأليف وإخراج عبد الرحمن الضويحي وساعد في الإخراج جاسم النبهان وعرضت في الكويت تاريخ 21 يناير لعام 1970م وكذلك في البحرين عام 1971م.
ابرزت المسرحية الكثير من القيم والعادات الاجتماعية في بعض المقالب الخفيفة لشخصيات متقاربة في السن والمستوى الاجتماعي وصاغها عبد الرحمن الضويحى كعمل شعبى ذو طابع هزلى ساخر وراقى.

## قصة المسرحية
تنتهي شخصياتها جميعاً ما يشبه السجن وهو الطرد من العمل، فحين أنهيت خدمات أحدهم سخر منه زملاؤه، ولكنه يدعي أن الشركة منحته هبة سخية ونال ميراثاً أو تعويضاً آخر، فيسيل لعاب رفاقه ويأخذون في تملقه بالاستجابة لنزواته ويحاولون خداعه على حين يكون قد خدعهم بالفعل، إذ شغلهم عن الاهتمام بأعمالهم فجاءتهم خطابات الاستغناء عنهم مثله.

## الممثلين
حسب الظهور
- عبد العزيز النمش - في دور (رزنامة)
- أحمد الصالح - في دور (خميس)
- بدر المفرج - في دور (عيد)
- حسين غلوم - في دور (رمضان)
- عبد العزيز المسعود - في دور (جمعة)
- جاسم الصالح - في دور (ربيع)
- إبراهيم الصلال - في دور (سبت)
- خليفة مبارك - في دور (شعبان)
- طيبة الفرج - في دور (نافله)

## معنى الاسم
كلمة (رزنامة) هي كلمة فارسية ومعناها التقويم السنوي أو ما تطلق عليه في بعض الأقاليم العربية (النتيجة).

## طاقم العمل
- مساعد مخرج - جاسم النبهان
- الحركة المسرحية - جاسم النبهان
- الادارة المسرحية - أحمد مساعد
- الادارة المسرحية - صالح الشايجي
- الديكور - خالد الصقعبي
- الديكور - يوسف قاسم
- الماكياج - محمد عبد الحميد
- المساعد - محمد مطلق
- الإضاءة - محمود نصير
- الإضاءة - محمود بو قماز
- التلقين - عبد الكريم الشريده
- الاكسسوار - علي بعركي
- الاكسسوار - احمد التورة
- تركيب الديكور - عمر الربان
- الصوت - عدنان حامد
- المؤثرات الصوتية - عبدالله العيسى
- تصوير - عبدالحسين كرم
- تصوير - حسن عبدالله
- تصوير - مختار غلوم

المونتاج - مشعل عبدالله
- صوت - عبدالله الجلاهمه
- صورة - عبداللطيف المجيد
- تسجيل - عبدالله القناعي
- مساعد النقل - حسن بو حمد
- الاخراج التلفزيوني - كاظم القلاف
- أغنية المقدمة - محلانا يا محلانا - خليفة البدر

## وصلات خارجية
المسرحية كاملة على يوتيوب